# Walter Boucquet
Walter Boucquet   (Meulebeke, 11 de maig de 1941 - Ingelmunster, 10 de febrer de 2018) va ser un ciclista belga que fou professional entre 1962 i 1970. En el seu palmarès destaca una victòria d'etapa al Giro d'Itàlia de 1964 i una edició del Gran Premi de les Nacions.

## Palmarès
- 1963
  - 1r a la Bevere-Audenarde
  - Vencedor d'una etapa al Tour del Nord
- 1964
  - 1r al Gran Premi de les Nacions
  - 1r a la Brussel·les-Ingooigem
  - Vencedor d'una etapa al Giro d'Itàlia
  - Vencedor d'una etapa a laVolta a Portugal
- 1965
  - 1r al Gran Premi de Bèlgica
  - 1r a la Tielt-Anvers-Tielt
  - 1r al Circuit de Brabant Occidental
- 1966
  - 1r al Gran Premi de Bèlgica
  - 1r al Circuit de Houtland
  - Vencedor d'una etapa als Quatre dies de Dunkerque
- 1968
  - 1r al Tour de l'Oise
  - 1r al Circuit de Brabant Occidental
  - 1r al Circuit de Houtland
  - 1r al Gran Premi de Roulers
- 1969
  - Vencedor d'una etapa al Gran Premi del Midi Libre
- 1970
  - 1r a la Brussel·les-Meulebeke

### Resultats al Tour de França
- 1964. Abandona (5a etapa)
- 1965. 21è de la classificació general
- 1966. 70è de la classificació general

### Resultats a la Volta a Espanya
- 1969. 41è de la classificació general
- 1970. 53è de la classificació general

### Resultats al Giro d'Itàlia
- 1964. 55è de la classificació general. Vencedor d'una etapa
- 1965. Abandona